# Microrégion de Guarulhos
La microrégion de Guarulhos est l'une des sept microrégions qui subdivisent la mésorégion métropolitaine de São Paulo de l'État de São Paulo au Brésil.
Elle comporte 3 municipalités qui regroupaient 1 406 376 habitants en 2006 pour une superficie totale de 777 km².

## Municipalités[1]
- Arujá
- Guarulhos
- Santa Isabel